# アンドレ・ルイス・タヴァレス
アンドレジーニョ（Andrezinho）ことアンドレ・ルイス・タヴァレス（ポルトガル語: André Luiz Tavares、1983年7月30日 - ） は、ブラジルの元サッカー選手。現役時代のポジションはMF。
Kリーグ時代の登録名はタバレジュ（ハングル: 따바레즈）。

## クラブ歴
2001年にCRフラメンゴのユースからトップチームに昇格、2004年にKリーグの浦項スティーラーズに移籍、同年にKリーグベストイレブンに名を連ねるスタートを切った。2007年に再びベストイレブンに名を連ね、更にKリーグ最優秀選手賞を受賞、これは外国人選手としては2004年にナジソン・ロドリゲス・デ・ソウザが受賞して以来の事であった。
2008年にノヴァ・イグアスFCに移籍しそこからSCインテルナシオナルにレンタル移籍、その後完全移籍を果たした。2012年にボタフォゴFCに移籍、2013年には天津泰達足球倶楽部に移籍して東アジアに復帰した。2015年にCRヴァスコ・ダ・ガマに移籍。

## 代表歴
アンダー代表としてブラジル代表に招集された経験を持っており、U-23代表では4試合1得点の成績を残している。

## タイトル

### クラブ
CRフラメンゴ
- カンピオナート・カリオカ: 2001
- コパ・ドス・カンピオンイス: 2001

浦項スティーラーズ
- Kリーグ: 2007

SCインテルナシオナル
- カンピオナート・ガウショ: 2008, 2009, 2011
- コパ・スダメリカーナ: 2008
- スルガ銀行チャンピオンシップ: 2009
- コパ・リベルタドーレス: 2010
- レコパ・スダメリカーナ: 2011

ボタフォゴFC
- カンピオナート・カリオカ: 2013

CRヴァスコ・ダ・ガマ
- カンピオナート・カリオカ: 2016
- カンピオナート・カリオカ年間最優秀クラブ: 2016[3]

### 代表
- FIFA U-17ワールドカップ: 1999
- FIFA U-20ワールドカップ: 2003

### 個人
- Kリーグアシスト王: 2004
- Kリーグベストイレブン: 2004, 2007
- Kリーグ年間最優秀選手賞: 2007